# Lachenalia carnosa
Lachenalia carnosa là một loài thực vật có hoa trong họ Măng tây. Loài này được Baker mô tả khoa học đầu tiên năm 1870.

## Hình ảnh

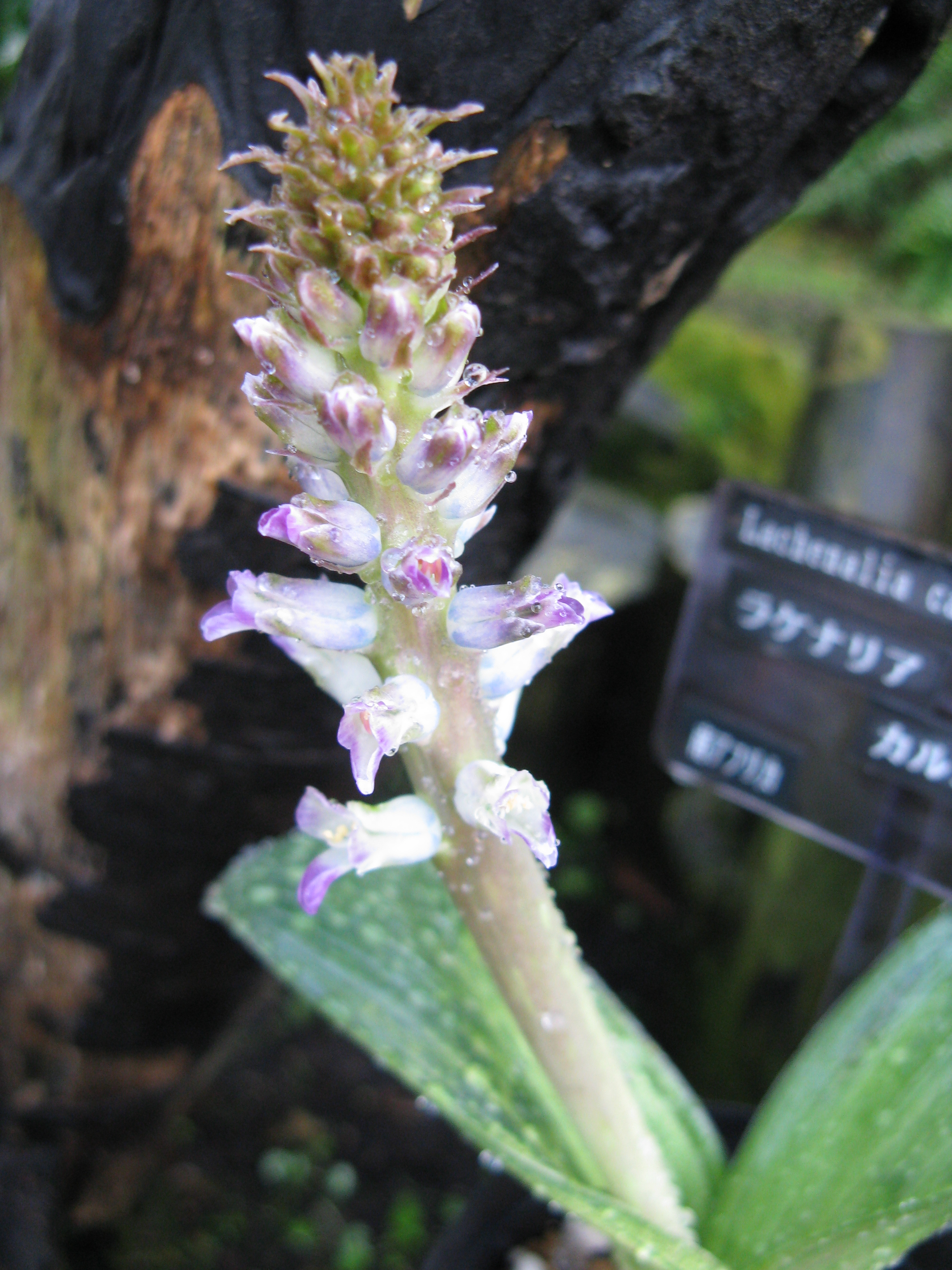
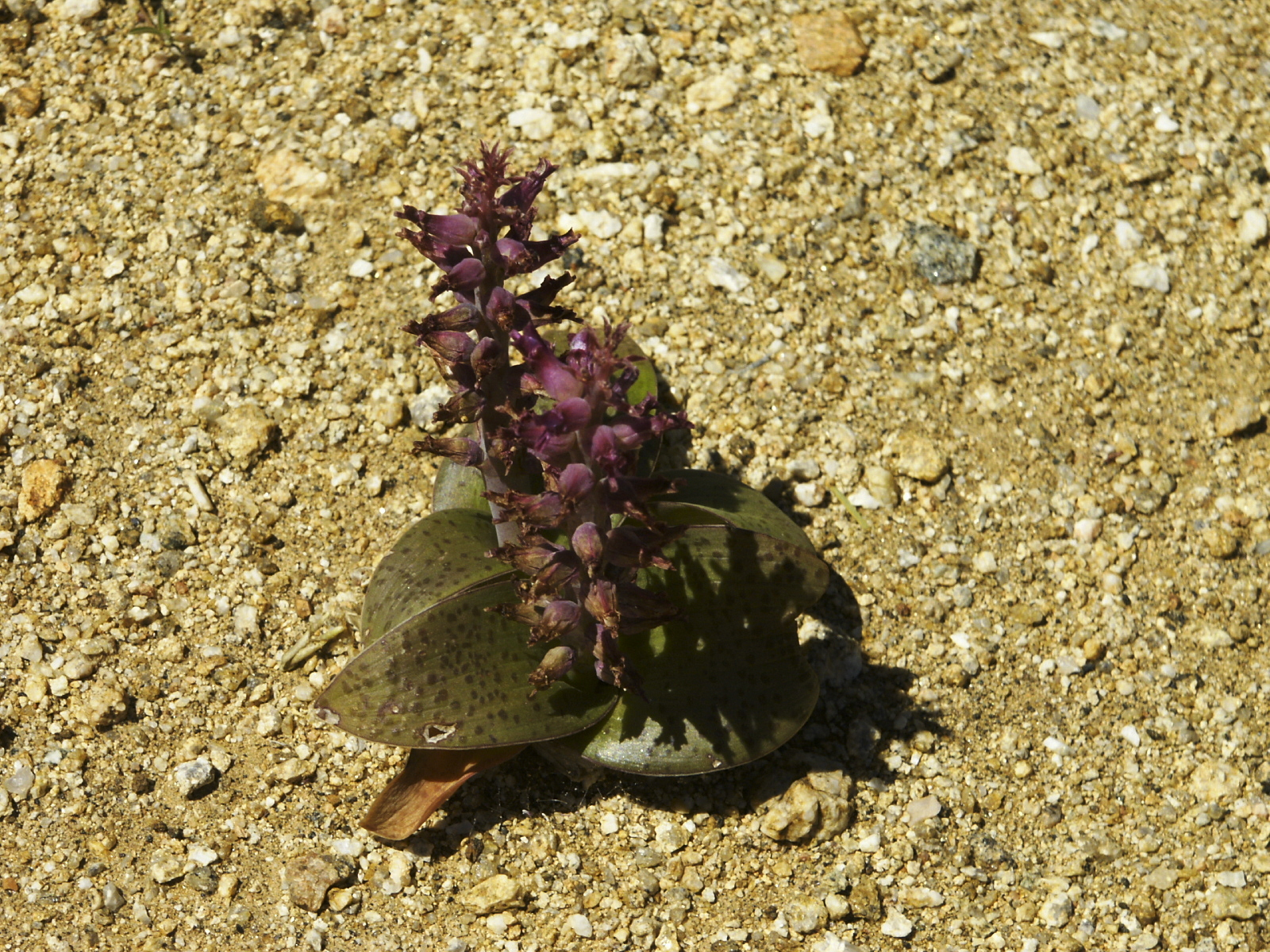